# Затвір (фільм, 2008)
«Затві́р» (також, як калька з російської назви, — «Фанто́ми», англ. Shutter) — фільм жахів 2008 року.

## Сюжет
Проявляючи фотографії після нещасного випадку, пара молодят виявляє на них лякаючі примарні фігури. Побоюючись, що все це може бути взаємозв'язане, подружжя намагається з'ясувати природу цих явищ і розуміє, що краще б вони не лізли в ці таємниці.

## У ролях
- Джошуа Джексон — Бен Шоу
- Рейчел Тейлор — Джейн Шоу
- Меґумі Окіна — Меґумі Танака
- Джон Генсли — Адам
- Девід Денман — Бруно
- Джеймс Кайсон — Ріцуо
- Дейзі Беттс — Наташа
- Мая Гейзен — Сейко Накамура
- Йосіко Міядзакі — Акіко
- Кей Ямамото — Мурасе